# Pilosocereus piauhyensis

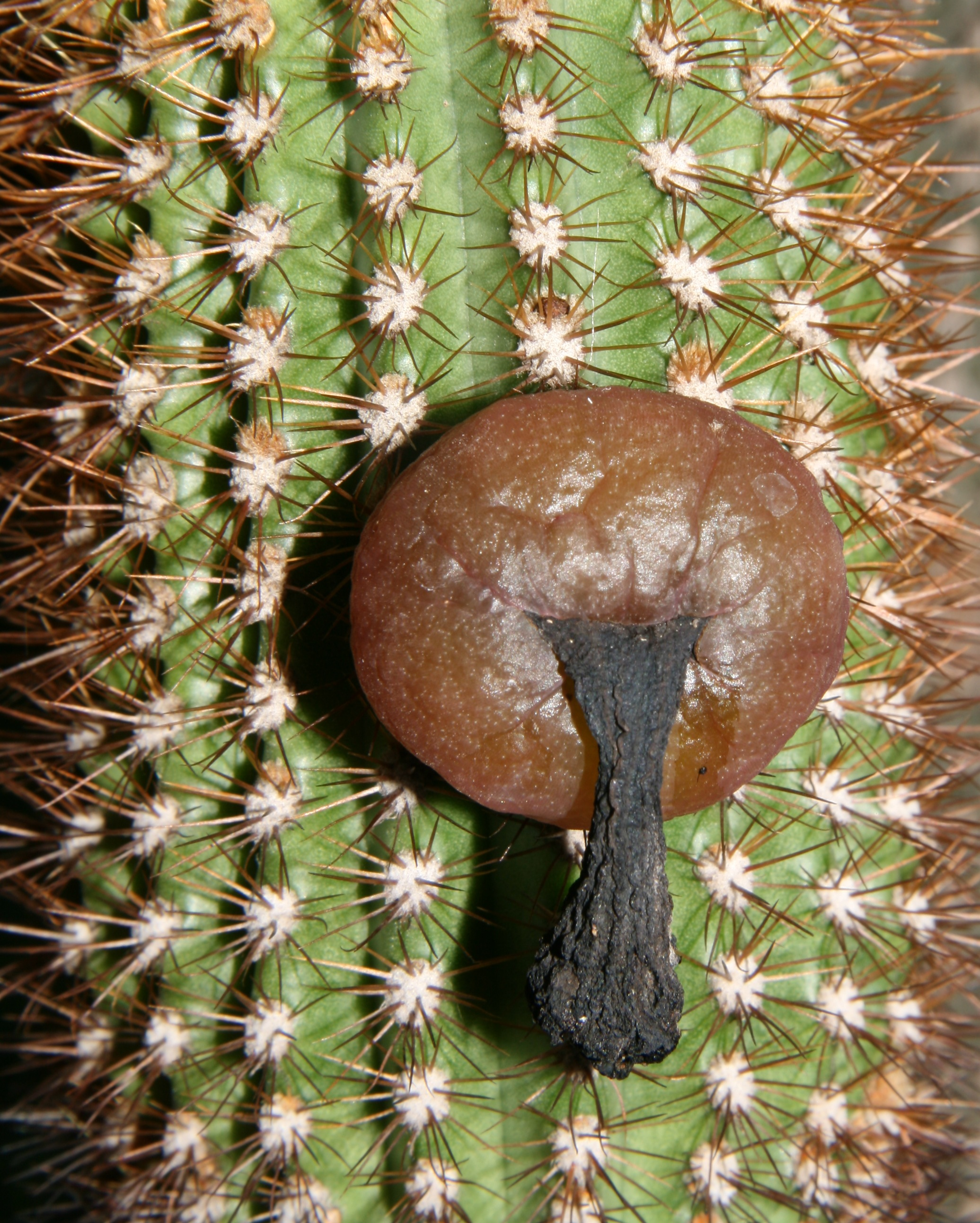
Frucht an Pilosocereus piauhyensis

Pilosocereus piauhyensis ist eine Pflanzenart in der Gattung Pilosocereus aus der Familie der Kakteengewächse (Cactaceae). Das Artepitheton piauhyensis bezieht sich auf das Vorkommen im brasilianischen Bundesstaat Piaui (im 19. Jh. Piauhy geschrieben). Trivialnamen sind „Facheiro“ und „Rabo de Raposa“.

## Beschreibung
Pilosocereus piauhyensis wächst strauchig, ist nur an der Basis verzweigt und erreicht Wuchshöhen von 1,5 bis 2,5 Metern. Die aufrechten, glänzend dunkelgrünen Triebe sind schwach verholzt und haben Durchmesser von 5 bis 7,5 Zentimetern. Es sind 14 bis 21 Rippen vorhanden. Die durchscheinenden Dornen sind goldfarben. Die 5 bis 9 Mitteldornen sind aufsteigend bis abstehend und 0,5 bis 1,5 Zentimeter lang. Die 11 bis 16 ausstrahlenden Randdornen sind 3 bis 8 Millimeter lang. Ein blühfähiger Teil der Triebe ist nicht oder wenig ausgeprägt. Die blühfähigen Areolen befinden sich in der Nähe der Triebspitze. Aus ihnen entspringen weiße bis graue Haare und biegsame goldfarbene Borsten.
Die sich allmählich erweiternden Blüten sind 5,5 bis 7,5 Zentimeter lang und weisen Durchmesser von 2 bis 4 Zentimetern auf. Die niedergedrückt kugelförmigen Früchte erreichen Durchmesser von 3,8 Zentimetern, reißen seitlich auf und enthalten ein magentafarbenes Fruchtfleisch.

## Systematik, Verbreitung und Bedrohung
Pilosocereus piauhyensis ist in den brasilianischen Bundesstaaten Piauí, Rio Grande do Norte und eventuell Ceará verbreitet.
Die Erstbeschreibung als Cereus piauhyensis wurde 1908 von Max Gürke veröffentlicht. Ronald Stewart Byles und Gordon Douglas Rowley stellten die Art 1957 in die Gattung Pilosocereus. Weitere nomenklatorische Synonyme sind Cephalocereus piauhyensis (Gürke) Britton & Rose (1920), Pilocereus piauhyensis (Gürke) Werderm. (1933) und Pseudopilocereus piauhyensis (Gürke) Buxb. (1968).
Pilosocereus piauhyensis wurde in der Roten Liste gefährdeter Arten der IUCN von 2002 als „Near Threatened (NT)“, d. h. gering gefährdet, eingestuft. Im Jahr 2013 wird die Art als „Least Concern (LC)“, d. h. als nicht gefährdet geführt.

## Nachweise